# Stephen Kearney

a Compétitions nationales et continentales officielles uniquement.

b Matchs officiels uniquement.
Stephen Kearney, né le 11 juin 1972 à Paraparaumu, est un ancien joueur de rugby à XIII néo-zélandais évoluant au poste de deuxième ligne dans les années 1990 et 2000, il entame ensuite une reconversion dans le poste de sélectionneur. Il a effectué sa carrière professionnelle aux Western Suburbs, Auckland, Melbourne et un exil en Angleterre à Hull FC. Devenu sélectionneur, il prend en main à partir de 2008 de la sélection néo-zélandaise et lui permet de remporter la coupe du monde 2008.

## Palmarès
- Vainqueur de la  coupe du monde : coupe du monde 2008 (en tant que sélectionneur).